# Dinggyê
Dinggyê (chữ Tạng: གདིང་སྐྱེས་རྫོང་; Wylie: gding skyes rdzong; ZWPY: Dinggyê Zong; tiếng Trung: 定结县; bính âm: Dìngjié Xiàn, Hán Việt: Định Kết huyện) là một huyện của địa khu Xigazê (Nhật Khách Tắc), khu tự trị Tây Tạng, Trung Quốc.

### Trấn
- Giang Dát (江嘎镇)
- Trần Đường (陈塘镇)
- Nhật Ốc (日屋镇)

### Hương
- Xác Bố (确布乡)
- Trát Tây Cương (扎西岗乡)
- Đa Bố Trát (多布扎乡)
- Định Kết (定结乡)
- Quỳnh Tư (琼孜乡)
- Tát Nhĩ (萨尔乡)
- Quách Gia (郭加乡)